# Kurde
Cet article concerne la langue kurde. Pour le peuple kurde, voir Kurdes.

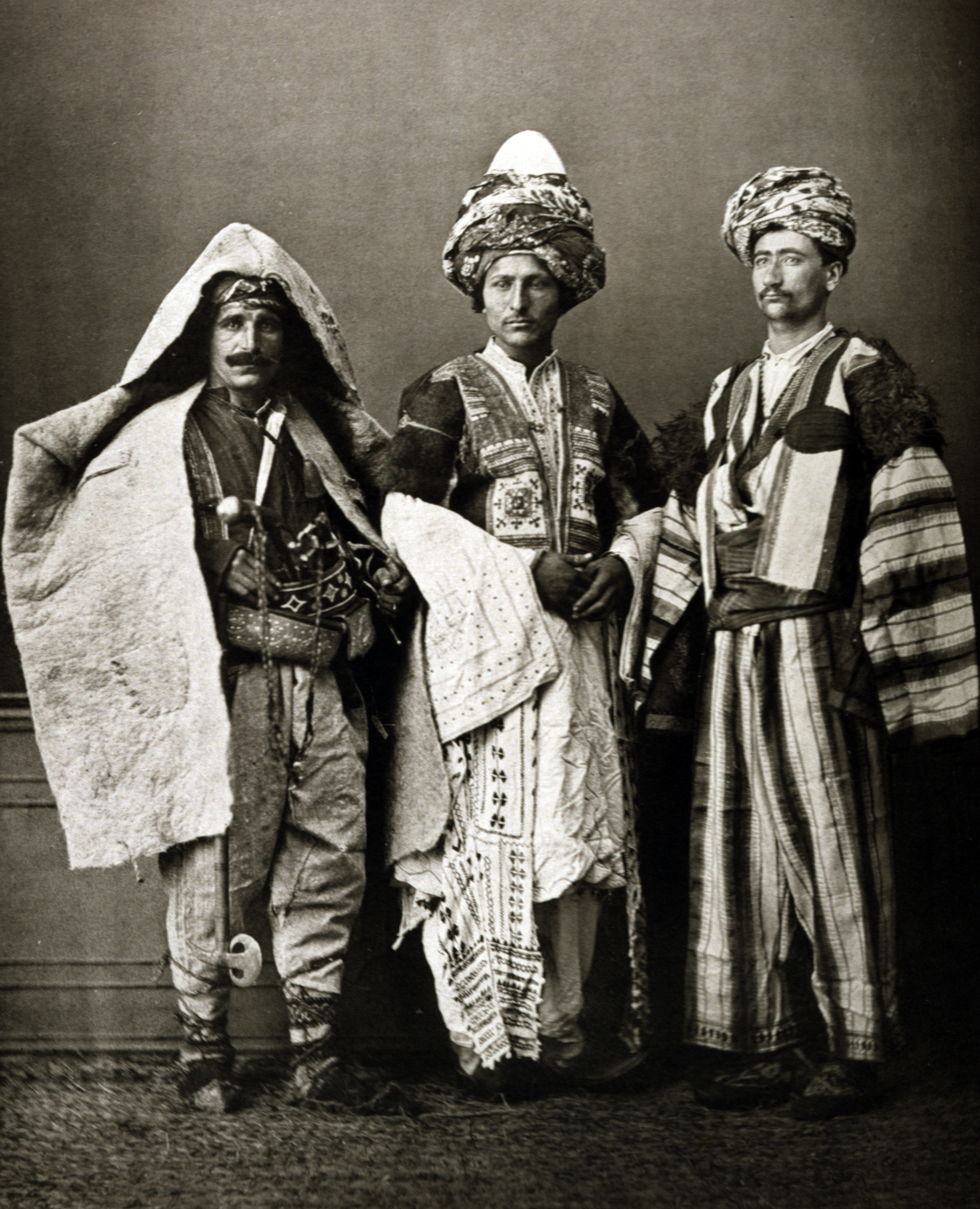
Les costumes kurdes sont aussi variés que les langues kurdes. Ici photographiés en 1873 par le photographe ottoman Pascal Sébah à l'exposition universelle de Vienne, le premier homme vient de Mésopotamie, le 2e de Mardin, et le 3e de Diyarbakır.

Le kurde (en kurde : kurdî) est une langue indo-européenne appartenant à la branche des langues iraniennes occidentales. Il est parlé par 20 à 30 millions de Kurdes,  cette langue est parlée dans plusieurs régions, notamment en Turquie centrale et orientale, dans le nord-ouest de l’Iran (en particulier sa partie occidentale), ainsi que dans le nord de l’Irak et le nord de la Syrie. À noter que les Kurdes constituent le plus grand peuple au monde sans territoire reconnu à part une partie au nord de l'Irak une région autonome qui s'appelle le Kurdistan irakien dont la capitale est Erbil.
D'un point de vue linguistique génétique, le kurde partage environ 70 % de ses mots avec le zazaki, 65 % avec le persan et le baloutche et 34 % avec le mazandarani,.
La langue kurde comporte plusieurs dialectes dont le kurmandji, le zazaki ou dimili, le sorani ainsi que le gorani.
Le kurmandji et le zazaki sont principalement parlés parmi les Kurdes vivant en Turquie . le kurmandji est également chez les Kurdes vivant en Syrie (Rojava) ; le gorani est parlé chez les Kurdes à l'ouest de l'Iran (Rojhelat) et enfin le sorani qui est parlé dans le nord de l'Irak dans la partie autonome appelée le Kurdistan (Bashur).
Il existe une vaste diaspora des Kurdes à travers le monde entier, dont une majeure partie répartie en Europe mais on peut également trouver des Kurdes au Japon notamment.

## Histoire
Les chercheurs s'interrogent sur les raisons de la différenciation, au sein du groupe ouest-iranien, des langues kurdes ou de la langue kurde à travers ses différents dialectes. Cette distinction est particulièrement frappante avec le persan, bien que ce dernier appartienne au même groupe occidental et ait été la langue officielle de l'Iran depuis plus de 2 500 ans[non pertinent].
Probablement, le relief, qui rend difficiles les communications, mais aussi le mode de vie de nombreuses tribus kurdes semi-nomades ont favorisé le maintien de langues ou dialectes propres aux différents bassins hydrographiques et aux principales vallées.
Il existe une autre raison récemment mise au jour à propos du gurani, langue kurde moyenne mais en voie de disparition parlée dans le centre et le nord du Kurdistan d'Irak et d'Iran. Langue littéraire, épique et poétique, jadis parlée à la cour de plusieurs sultanats kurdes, le gurani, « langue de prestige » de l'élite est-kurde, semble avoir été submergée par le kurmandji, auquel il a légué quelques éléments. La quasi-disparition de ces sultanats jadis autonomes au moment de l'édification des États-nations après la Première Guerre mondiale semble avoir porté un coup fatal à la pratique de la langue gouranie.
Elle serait l'héritière, selon les linguistes, du « kurde antique » dont on ne possède pas d'attestation écrite. Certains linguistes pensent que l'hauramani forme un dialecte issu également de l'ancien kurde, mais il y a débat sur son origine, subcaspienne selon certains ou proprement locale (Zagros) selon d'autres.
Le kurde n'est pas attesté à date ancienne mais on a des exemples de langues indo-iraniennes antiques qui pourraient lui être apparentées. Il existe une théorie selon laquelle la langue transcrite en linéaire A en Crète minoenne (première moitié du IIe millénaire av. J.-C.) serait de type indo-iranien, ce qui révélerait en Europe du sud-est une langue de l'âge du bronze qui serait la plus vieille des attestations écrites indo-iraniennes. De plus les éléments de vocabulaires indo-iraniens du Mitanni, trouvés en Asie Mineure au milieu de textes hittites, et datés du XIVe siècle av. J.-C., indiquent, avec les sources égyptiennes, que l'empire du Mitanni situé au nord de l'actuelle Syrie, comporte des éléments hourrites mais aussi indo-iraniens.
Les linguistes s'accordent à déceler dans les langues kurdes contemporaines, et notamment en kurmandji, la trace d'une influence non indo-iranienne, notamment phonétique. Il se pourrait que ce phénomène résulte de l'acculturation de populations initialement non indo-iranophones subcaucasiennes, parlant antérieurement une langue caucasienne (ourartien ou autre).
En Turquie, jusqu’au tournant des années 2000, parler ou écouter de la musique kurde pouvait valoir un passage au poste de police. Encore aujourd'hui la langue kurde, bien qu'elle soit parlée chez au moins 30% de la population en Turquie, n'est toujours pas reconnu comme langue nationale, ni enseignée en tant que langue maternelle dans les écoles publiques. 
Il est même interdit de parler en kurde au Parlement, alors que le troisième parti politique du pays est un parti kurde. Dès qu'un député prend la parole en kurde, les microphones sont éteints. Alors que d'autres langues comme l'anglais ou l'arabe par exemple restent tolérées et ne subissent pas cette discrimination.

## Classification et dialectologie
La langue kurde appartient à la famille des langues indo-européennes, groupe des langues indo-iraniennes. 
- le kurde septentrional, le kurmandji, est parlé par la majorité des Kurdes de Turquie, de Syrie, d'Arménie et d'Azerbaïdjan et par une partie des Kurdes en Irak et en Iran, soit environ 60 % des Kurdes au total ;
- le kurde central, le sorani, est parlé par la majorité des Kurdes d'Irak et d'Iran, soit 30 % des Kurdes ;
- le kurde occidental, le zazaki, est parlé principalement dans le Kurdistan du Nord - qui se situe en Turquie ;
- le kurde oriental, le gurani, est parlé au sud des régions kurdes de l'Irak et de l'Iran.

.

Distribution des différents dialectes du kurde :
Kurmandji (kurde du Nord)
Sorani (kurde central)
Zazaki
Kurde du Sud (y compris Gurani)
zones dialectales mixtes

## Écriture
Pour des raisons historiques et politiques, le kurde s'écrit actuellement au moyen de trois alphabets différents : l'alphabet latin (pour les Kurdes de Turquie et de Syrie), l'alphabet cyrillique (pour les Kurdes des ex-républiques soviétiques) et l'alphabet arabe (pour les Kurdes d'Irak et d'Iran).

## Exemples
| Mot     | Traduction  | Transcription française |
| ------- | ----------- | ----------------------- |
| guerre  | şer         | cher                    |
| terre   | Ax - erd    | èrde                    |
| ciel    | ezman       | èzmane                  |
| riz     | birinc      | brindj                  |
| eau     | av          | av                      |
| feu     | agir        | aguir                   |
| homme   | mêr         | mér                     |
| femme   | jin         | gene                    |
| manger  | xwarin      | khwarine                |
| boire   | vexwarin    | vèkhwarine              |
| grand   | gir - mezin | guire - mèzine          |
| petit   | piçûk       | bitchouke / petchouke   |
| nuit    | şev         | chève                   |
| jour    | roj         | roj                     |
| tu      | tu          | tou                     |
| mon     | min         | mine                    |
| Bonjour | Rojbaş      | rojbach                 |
| Bonsoir | Şevbaş      | chevbach                |
| Viens!  | Were        | werrè                   |
| Va!     | Herê        | hèré                    |
| Oui     | Erê / Belê  | èré / bèlé              |
| Non     | Na          | na                      |

### Les nombres de un à dix
Dialecte kurmandji :
- yek, du, sê, çar, pênc, şeş, heft, heşt, neh, deh.

Zazaki :
Jû, didê, hirî, çar, ponc, ses, hewt, hest, new, des

## Statut officiel
Le kurde est, avec l'arabe, la langue officielle du Kurdistan irakien, région autonome fédérale du nord de l'Irak, mais également de l’Irak dans sa globalité.